# قوانين الأسلحة في أستراليا
تخضع قوانين الأسلحة في أستراليا (بالانجليزية: Gun laws in Australia) في أغلبها للولاية القضائية للولايات والأقاليم الأسترالية، مع استيراد الأسلحة التي تنظمها حكومة أستراليا الفيدرالية. في العقدين الأخيرين من القرن العشرين، وعلى إثر العديد من عمليات القتل رفيعة المستوى، نسقت حكومة أستراليا الفيدرالية تشريعات أكثر تقييدًا بشأن الأسلحة النارية مع جميع حكومات الولايات.
تم مواءمة قوانين الأسلحة إلى حد كبير في عام 1996 من خلال الاتفاقية الوطنية للأسلحة النارية. في أثناء عمليتي إعادة شراء أسلحة ممولتين اتحاديًا واستسلام طوعي وعفو حكومات الولايات عن الأسلحة قبل وبعد مذبحة بورت آرثر، تم جمع أكثر من مليون سلاح ناري والتخلص منها، ربما كانت بنسبة ثلث المخزون الوطني.
يجب أن يمتلك الد ترخيصًا لحيازة سلاح ناري أو استخدامه. يجب على حاملي التراخيص إثبات «سبب حقيقي» (لا يشمل الدفاع عن النفس) لحمل رخصة السلاح الناري ويجب ألا يكون «فردًا محظورًا». يجب أيضًا أن يتم تسجيل جميع الأسلحة النارية برقم تسلسلي للمالك، الذي بدوره عليه أن يحمل ترخيصًا بحيازة الأسلحة النارية.

## الهيكل التشريعي الوطني
في أعقاب حادثتي إطلاق النار في بورت آرثر في عام 1996 وفي جامعة موناش في عام 2002، أبرمت حكومات الولايات والأقاليم الأسترالية، من خلال مجلس وزراء الشرطة الأسترالي آنذاك (إيه بي إم سي) ومجلس الحكومات الأسترالية (سي أو إيه جي)، ثلاث اتفاقيات وطنية هدفها تشكيل قوانين الأسلحة النارية الأسترالية المعاصرة. وهذه الاتفاقات هي:
- الاتفاقية الوطنية للأسلحة النارية (1996)
- اتفاقية السياسة الوطنية للاتجار بالأسلحة النارية (2002)
- الاتفاقية الوطنية لمكافحة الأسلحة (2002)

تخضع ملكية الأسلحة النارية أو حيازتها أو استخدامها في أستراليا لقوانين الولايات والأقاليم:
- نيوساوث ويلز: قانون الأسلحة النارية عام 1996 وقانون حظر الأسلحة عام 1998 والقوانين المتعلقة بهما
- فيكتوريا: قانون الأسلحة النارية عام 1996 والقوانين المتعلقة به[2]
- كوينزلاند: قانون الأسلحة عام 1990 والقوانين المتعلقة به
- أستراليا الغربية: قانون الأسلحة النارية عام 1973 والقوانين المتعلقة به[3]
- جنوب أستراليا: قانون الأسلحة النارية عام 2015 والقوانين المتعلقة به[4]
- تاسمانيا: قانون الأسلحة النارية عام 1996 والقوانين المتعلقة به[5]
- الإقليم الشمالي: قانون الأسلحة النارية عام 1997 والقوانين المتعلقة به
- إقليم العاصمة الأسترالية: قانون الأسلحة النارية عام 1996 وقانون حظر الأسلحة عام 1996 والقوانين المتعلقة بهما[6]

أما على الصعيد الاتحادي، يخضع استيراد الأسلحة النارية للقيود المنصوص عليها في القانون رقم 4 والجدول 6 من اللوائح الجمركية (الواردات المحظورة) لعام 1956.

## الترخيص
تصدر الولايات تراخيصًا للأسلحة النارية لسبب قانوني مثل الصيد والرياضة ومكافحة الآفات وجمع الأسلحة وبالنسبة للمزارعين وعمال المزارع. يجب تجديد التراخيص كل 3 أو 5 سنوات (أو 10 سنوات في الإقليم الشمالي وجنوب أستراليا وكوينزلاند). يجب أن يكون عمر حاملي الترخيص الكامل 18 عامًا على الأقل.
تتوفر تراخيص المبتدئين في فيكتوريا ونيوساوث ويلز من سن 12 عامًا (أو 11 عامًا في كوينزلاند)، ما يسمح باستخدام الأسلحة النارية لغرض تلقي تعليمات بشأن استخدام السلاح الناري أو الانخراط في مسابقات رياضية أو مسابقات إطلاق نار مستهدفة.
يحظر منح التراخيص للمجرمين المدانين ومن لديهم تاريخ مع المرض العقلي.
في مايو 2018، أدخلت فيكتوريا أوامر حظر الأسلحة للحد من الجرائم المتعلقة بالأسلحة النارية من خلال استهداف أولئك الذين يرغبون بحيازة أو استخدام أو حمل الأسلحة النارية لأغراض غير قانونية. يجب على الشخص الذي تلقى أمرًا بتسليم أي سلاح ناري أو عنصر متعلق بالسلاح الناري في حوزته تسليمه على الفور وإلغاء ترخيصه.
يجب على الأشخاص أو الشركات التي تمارس نشاطًا تجاريًا يتعلق بشراء أو بيع أو الاتجار بالأسلحة النارية أو الذخيرة الحصول على ترخيص من تجار الأسلحة النارية، ويجب على أولئك الذين يعملون بإصلاح الأسلحة النارية أن يحملوا ترخيصًا بعملهم. جميع هذه التراخيص يجب تجديدها سنويًا.